# Magdalena Szewa
Magdalena Szewa (ur. 20 września 1990) – polska lekkoatletka specjalizująca się w rzucie młotem.
Była finalistką mistrzostw Europy juniorów w 2009 oraz młodzieżowych mistrzostw Europy w 2011. 
Reprezentantka Polski w meczach międzypaństwowych oraz zimowym pucharze Europy w rzutach. 
Medalistka mistrzostw Polski seniorów ma w dorobku jeden brązowy medal (Toruń 2013). Zdobyła trzy srebrne medale młodzieżowych mistrzostw Polski (Kraków 2010, Gdańsk 2011, Radom 2012), była też mistrzynią Polski juniorek.  
Rekord życiowy: 64,46 (20 sierpnia 2010, Toruń).

## Osiągnięcia
| Rok  | Impreza                        | Miejsce  | Lokata      | Wynik |
| ---- | ------------------------------ | -------- | ----------- | ----- |
| 2009 | Mistrzostwa Europy juniorów    | Nowy Sad | 9. miejsce  | 56,74 |
| 2011 | Zimowy puchar Europy w rzutach | Sofia    | 10. miejsce | 55,85 |
| 2011 | Młodzieżowe mistrzostwa Europy | Ostrawa  | 12. miejsce | 60,52 |